# Zwangskartell
Das Zwangskartell (oder Zwangssyndikat; englisch compulsory cartel) war ein Wirtschaftskartell, das den Zusammenschluss von Unternehmen durch Gesetz erzwang.

## Allgemeines
Vom Zwangskartell kann nur gesprochen werden, wenn der Zusammenschluss der beteiligten Wirtschaftssubjekte vom Staat erzwungen wurde. Ein Zwangskartell lag dann nicht vor, „wo der Staat das Zustandekommen eines freien Kartells nur angeregt und – wenn auch noch so einflussreich – gefördert hat“. Der Rechtsbegriff des Zwangskartells entstand während des Nationalsozialismus. Die Nationalsozialisten erkannten die Bedeutung der Kartelle als Kontrollmöglichkeit für wirtschaftspolitische Maßnahmen. Deutlich zeigte sich dies am Zwangskartellgesetz (ZKG) vom 15. Juli 1933, das der Regierung die Errichtung von Zwangskartellen in allen Bereichen der Wirtschaft ermöglichte. Nach § 1 ZKG konnte der Reichswirtschaftsminister zum Zwecke der Marktregulierung Unternehmen zu Syndikaten, Kartellen, Konventionen oder ähnlichen Abmachungen zusammenschließen.

## Geschichte
Bereits vor dem Inkrafttreten des ZKG gab es Zwangskartelle. Das Mitteldeutsche Braunkohlen-Syndikat sollte als Vereinigung von Unternehmen der Montanindustrie im mitteldeutschen Braunkohlerevier die Förderung, den Eigenverbrauch und den Absatz seiner Mitglieder für Rohkohle, Briketts, Nasspresssteine und Koks regeln. Es bestand vom Dezember 1909 bis 1913 in der Rechtsform einer Gesellschaft mit beschränkter Haftung und von 1919 bis 1942 zusätzlich als Körperschaft des öffentlichen Rechts. Das Deutsche Kalisyndikat wurde im Oktober 1919 als Zwangssyndikat infolge des Kaliwirtschaftsgesetzes vom April 1919 gegründet.
Die Kartellverordnung vom November 1923 erlaubte ausdrücklich jede Art von Kartellen. Bereits 1930 empfahl die Rheinkommission in einem von Andreas Predöhl verfassten Gutachten ein Zwangskartell für die Binnenschifffahrt. Im März 1931 wurde die Zuckerindustrie in einem Zwangskartell zusammengeschlossen, im Mai 1927 kam es zum Zündholzsyndikat, das im Januar 1930 per Gesetz in ein echtes Zwangskartell umgewandelt und mit Monopolrechten beliehen wurde; im April 1932 folgte ein Zwangszusammenschluss in der Stärkeindustrie. Im August 1933 kam eine befristete Stilllegung aller Papier- und Pappe-Maschinen für 48 Stunden pro Woche, wobei die Benutzung solcher Maschinen verboten wurde, die zwischen Juni und August 1933 nicht in Betrieb waren.
Der Zweck des ZKG bestand hauptsächlich darin, insbesondere Kleinbetriebe vor dem Preisdruck zu schützen und Kontrolle über die Wirtschaft zu erlangen. In den ersten vier Jahren des ZKG wurden 120 Zwangskartelle gebildet, die meist Kleinbetriebe betrafen und volkswirtschaftlich keine überragende Bedeutung erlangten. Aufgrund des ZKG gab es am 9. Januar 1934 ein Zwangskartell für die Seifenindustrie, es folgte am 15. Februar 1934 eines in der Hohlglasindustrie und ein Verbot vollautomatischer Glaspress- und Glasblasmaschinen (Schutz für Mundbläser), am 17. Februar 1934 ein Zwangskartell in der Zementindustrie mit einheitlichen Preis- und Lieferbedingungen, am 19. April 1934 für Zigaretten oder am 10. Juni 1934 für die Rauchtabakproduktion. Ein Zwangskartell war der Reichsverband der deutschen Armaturen-Industrie, das 1935 entstand. Das Zwangskartell in der Binnenschifffahrt beruhte auf dem Gesetz zur Behebung der Not von Volk und Reich vom März 1933 und der 24. Durchführungsverordnung vom 8. Juli 1937. Das Rheinisch-Westfälische Kohlen-Syndikat wurde im April 1941 Bestandteil der Reichsvereinigung Kohle, eines Lenkungsverbands der nationalsozialistischen Wirtschaft.
Die alliierten Dekartellierungsgesetze vom Februar 1947 waren vornehmlich dazu bestimmt, die kriegsbedingten Zwangskartelle aufzulösen. Sie galten bis zum Inkrafttreten des GWB im Januar 1958.
Im Oktober 1980 kam es zur administrativen Festsetzung von Produktionsquoten (Zwangskartell) bei Stahl gemäß Art. 58 EGKS-Vertrag über die Verbandsspitze Eurofer. Das Zwangskartell auf dem Stahlmarkt bestand bis Juni 1981.

## Rechtsfragen
Die Mitgliedschaft im Zwangskartell entsteht aufgrund eines Hoheitsaktes, nicht durch freiwilligen Willensentschluss der Mitglieder. Bei allen übrigen Wirtschaftskartellen geht der Zusammenschluss von den Unternehmen selbst aus. Aus § 8 Abs. 2 GWB a. F. war erkennbar, dass das Zwangskartell eher für Notmaßnahmen vorgesehen war, weil „die Zeit für andere gesetzliche oder wirtschaftspolitische Maßnahmen“ nicht reichte.
Die früher im GWB enthaltenen Vorschriften über Normen-, Typen-, Konditionen-, Rationalisierungs- und Strukturkrisenkartelle wurden im Zuge der 7. GWB-Novelle im Juli 2005 gestrichen, weil diese Kartellformen regelmäßig über den lokalen und regionalen Bereich hinausgehen und daher geeignet sind, den zwischenstaatlichen Handel zu beeinträchtigen. Angesichts des Vorrangs des europäischen Wettbewerbsrechts war eine eigenständige Regelung im GWB nicht mehr erforderlich.

## Heutige Bedeutung
Die vertikale Preisbindung für Zeitungen und Zeitschriften gemäß § 30 GWB wird in Gesetzeskommentaren zuweilen als „gesetzliches Zwangskartell“ eingestuft. Tatsächlich jedoch wurden die Verlage nicht gesetzlich zwangsweise zusammengeschlossen, sondern ihnen wird eine Preisbindung kraft Gesetzes ermöglicht.
Die Monopolkommission hat im XX-Hauptgutachten unter anderem eine Abschaffung des Regionalprinzips bei den Sparkassen empfohlen. Grund für die Kritik an den kommunalen Sparkassen ist, dass das Regionalprinzip in den Sparkassengesetzen als gesetzliches Zwangskartell normiert sei. Nach Ansicht der Monopolkommission gibt es keine wettbewerbliche Rechtfertigung für das Regionalprinzip. Es verstößt nach Auffassung der Kommission sogar gegen Art. 106 Abs. 1 AEUV. Danach ist es verboten, in Bezug auf öffentliche Unternehmen Maßnahmen zu treffen oder beizubehalten, die den europäischen Verträgen und insbesondere den Wettbewerbsregeln (Art. 101 ff. AEUV) widersprechen. Sparkassen sind öffentliche Unternehmen im Sinne dieser Vorschrift, so dass sie zumindest über ein Gebietsmonopol im Hinblick auf gebietsfremde Sparkassen verfügen.